# オデッセイ (映画)
『オデッセイ』（原題: The Martian）は、2015年に公開されたアメリカ映画。2035年の近未来を舞台に火星に1人取り残された火星探索者が生き延びようとする活躍と、彼を救い出そうとするチームのクルー達や地球のスタッフ達の努力を描くSF映画。原作はアンディ・ウィアーによる2011年の小説『火星の人（The Martian）』。監督はリドリー・スコット、主演はマット・デイモンが務める。日本語タイトルの「オデッセイ（Odyssey）」はホメロスの叙事詩『オデュッセイア』及びその主人公オデュッセウスに由来し、「長期の放浪・冒険」を意味する。

## あらすじ
2035年。アメリカは有人火星探査計画「アレス3」を行い、植物学者マーク・ワトニーら、数名の調査隊が火星のアキダリア平原に降り立った。今回は31ソル（火星日）の日程であったが、18ソル目に激しい砂嵐に襲われ、隊長のメリッサ・ルイスは火星からの撤退を決断する。その作業中にマークは飛来物に巻き込まれて行方不明となる。メリッサは彼を死亡したと見なし、宇宙船ヘルメス号で地球へ帰還する苦渋の決断を行う。メリッサからの報告を受け死亡と断定し、地球ではマークの葬儀が行われた。
しかし、マークは奇跡的に生きており、自分が火星に置き去りにされたことに気づく。通信設備がないため、地球やヘルメス号に自分の生存を伝えることはできない。地表に残された資材などを確認すると、彼は4年後の「アレス4」まで生き延びることを決意する。種芋を見つけると火星の土とクルーの排泄物を使ってジャガイモ畑を作り、化学的に水を確保し、食料を確保する。一方、火星表面の衛星画像を分析していたアメリカ航空宇宙局（NASA）の担当官はソーラーパネルなどの資材が人為的に動かされていることに気づく。ここからアレスの計画者たちはマークの生存を確信し、NASAのサンダース長官はこの事実を一般に公表する。しかし、救出の目処が立たないため、ヘルメス号のクルー（乗組員）には伝えないことを決める。
マークは20世紀末に火星に送られた無人探査機マーズ・パスファインダーを思い出すとこれを見つけ出し、地球との交信を試みる。送れる情報量が限られる中で、16進数とアスキーコードを用いた初歩的な方法でNASAとの意思疎通に成功する。NASAは急いで追加物資を送ればマークは生き延びることが可能と判断して喜びに沸き立ち、マークも窮地を脱したと安心する。NASAの技術者は、火星に残された機材からより高度な通信が可能な方法も伝え、地球との交信もスムーズになる。状況の好転からNASAはヘルメス号のクルーにマークの生存を教える。
エアロックが壊れたことで居住施設の一部が気圧で爆発するという事故が起きる。マークは負傷なく助かるものの、外気に晒された畑が全滅する。追加物資の輸送が急務となる中、NASAは急ぐあまり補給船の一部の点検を省き、これが仇となって打ち上げた補給船は爆発する。絶望に陥る中で、中国国家航天局が次回の「アレス4」に自分たちも参加することと引き換えに、太陽観測用に準備していた打ち上げロケットを提供することを申し出る。また、NASA内部では間もなく地球に帰還するヘルメス号を、地球の重力によるスイングバイで速度を落とさず再び火星に向かわせれば、予定より早くたどり着けることに気づく。しかし、この方法はヘルメス号のクルーへの負担が大きく、サンダースは反対する。フライトディレクターのヘンダーソンは、密かにヘルメス号に計画を漏らし、メリッサとクルーらは再び火星に向かうことを決める。結果、中国の協力で宇宙空間上で補給物資を受け取ったヘルメス号が火星へ再出発する。
1日の食事量を減らし、マークはヘルメス号の到着までなんとか生き延びる。ヘルメス号の火星の衛星軌道到着に合わせ、「アレス4」用に既に送り込まれていた脱出艇MAVに向かう。さらにMAVを軽量化するため、地球の指示に従い余分な外装などを取り払っていく。計画実行日、マークが乗ったMAVはヘルメス号からの遠隔操作によって打ち上げられるが、軽量化のための覆いが打ち上げ途中に剥離し、それに伴う空気抵抗でヘルメス号の軌道に届かない。また、ヘルメス号とMAVの相対速度も低くならない。ヘルメス号は船のエアロックのうち一か所を自ら破壊して急減速を行い、マークも宇宙服の指に穴を開けて吹き出る空気の反動を利用し、ヘルメス号へ近づこうとする。彼等の命がけの工夫が功を奏し、全世界が中継映像を見守る中、ワトニーは無事に船内に収容されてクルーたちとの再会を果たす。
後日、NASA教官となったマークは、宇宙飛行士訓練生たちの前でユニークな話しぶりで火星での日々を振り返り、救出ミッションに関わった者たちの後日譚が描かれる。

## キャスト
※括弧内は日本語吹替。

### アレス3
マーク・ワトニー
演 - マット・デイモン（神奈延年）
本作の主人公。〈アレス3ミッション〉のエンジニア兼植物学者。冗談好きで明るく前向きな好人物。火星にたった一人事故で取り残されてしまうが、残された物資を駆使し、必死に生き抜こうと努力をしていく。
メリッサ・ルイス
演 - ジェシカ・チャステイン（林真里花）
〈アレス3ミッション〉の指揮官兼地質学者。1970年代のディスコミュージックが好きで、劇中でも随所で彼女が火星に持参した曲が流される。夫を地球に残してきている。
リック・マルティネス
演 - マイケル・ペーニャ（石上裕一）
〈アレス3ミッション〉の操縦士。ワトニーの親友で、彼とは軽口を叩き合う仲。妻子を地球に残してきている。
ベス・ヨハンセン
演 - ケイト・マーラ（白川万紗子）
〈アレス3ミッション〉のシステムオペレーター兼原子炉技術者。若くしてミッションに選ばれた才女だが、オタクっぽい趣味を持つ。排泄物がクルーの中で最も臭い。
クリス・ベック
演 - セバスチャン・スタン（浜田賢二）
〈アレス3ミッション〉の航空宇宙医師兼生物学者。ヨハンセンに心を寄せており、最終的に彼女と結ばれる。
アレックス・フォーゲル
演 - アクセル・ヘニー（志賀麻登佳）
〈アレス3ミッション〉の科学者兼天体物理学者。ドイツ出身。大家族の父親。

### NASA
テディ・サンダース
演 - ジェフ・ダニエルズ（郷田ほづみ）
NASA長官。慎重な性格で、ワトニー救出に伴うリスクの回避を優先する。
ミッチ・ヘンダーソン
演 - ショーン・ビーン（磯部勉）
NASA〈アレス3ミッション〉フライトディレクター。非常にクルー思いな人物で、ワトニー救出を巡りサンダースと対立する。
アニー・モントローズ
演 - クリステン・ウィグ（加藤有生子）
NASA広報統括責任者。
ビンセント・カプーア
演 - キウェテル・イジョフォー（志村知幸）
NASA火星探査統括責任者。ヒンドゥー教徒の父とバプテスト教会信徒の母を持つ。
ミンディ・パーク
演 - マッケンジー・デイヴィス（東條加那子）
NASAの衛星制御エンジニア。火星に取り残されたワトニーが生存していることに気づく。
ブレンダン・ハッチ
演 - ジョナサン・アリス（佐藤晴男）
NASAの衛星制御エンジニア。

### JPL
ブルース・ン
演 - ベネディクト・ウォン（魚建）
JPLの所長。補給機開発の最高責任者。
リッチ・パーネル
演 - ドナルド・グローヴァー（岡井克升）
JPLの科学者。宇宙力学の専門家。ワトニー救出のプランを立案する。
ティム・グライムス
演 - ニック・モハメッド（あべそういち）
JPLの科学者。
マイク・ワトキンス
演 - エンゾ・シレンティ（上田燿司）
JPLの現ディレクター。

### 中国国家航天局
チュー・タオ
演 - チェン・シュー（髙梨愛）
中国国家航天局の副主任科学者。
グオ・ミン
演 - エディ・コー（佐々木省三）
中国国家航天局の主任科学者。国家機密扱いのロケットを、ワトニー救援のために提供することを提議する。

### その他の日本語吹き替え
吉田麻実/宮本淳/内藤有海/根本明宏/花藤蓮/柳澤健次/品田美穂/北村謙次/下山田綾華/菊本平/影平隆一

## 製作
2013年3月、20世紀フォックスは『火星の人』の映画化権を獲得し、ドリュー・ゴダードに監督と脚本の執筆を担当させた。
しかし、2014年5月、20世紀フォックスはマット・デイモンが主演を務めるという条件の下で、リドリー・スコットに監督のオファーを出したと報じられた。同年9月3日、ジェシカ・チャステインの出演が決まった。16日には、マッケンジー・デイヴィスの出演も決まった。17日、ケイト・マーラが本作に出演すると報じられた。24日、マイケル・ペーニャに本作への出演オファーが出ていると報じられた。
10月2日、ジェフ・ダニエルズが本作でNASAの長官を演じることが決まった。10日には、アクセル・ヘニーとドナルド・グローヴァーがNASAの職員を演じることが報じられた。20日、ショーン・ビーンの出演が決まった。

### 撮影
2014年3月、ヨルダンのワディ・ラムでの撮影が行われた。
同年11月10日、ハンガリーのブダペストで主要撮影が始まった。

## オリジナル・サウンドトラック
劇中で流れる1970年代のディスコミュージックは、ルイスの選り抜きコレクションという設定で、作中ではそれらの曲が多用されている。
- 1. Turn the Beat Around by Vicki Sue Robinson（英語版）
  2. Hot Stuff by Donna Summer
  3. Rock the Boat by The Hues Corporation（英語版）
  4. Don't Leave Me This Way (Single Version) by Thelma Houston（英語版）
  5. Starman (2012 Remastered Version) by David Bowie
  6. Waterloo by Abba
  7. Love Train by The O'Jays
  8. I Will Survive by Gloria Gaynor
  9. The Martian Score Suite by Harry Gregson-Williams

コロンビアレコード、2015年リリース ASIN: B015U2JJUE

- 1. Mars
  2. Emergency Launch
  3. Making Water
  4. Spotting Movement
  5. Science the S*** Out of This
  6. Messages from Hermes
  7. Sprouting Potatoes
  8. Watney's Alive!
  9. Pathfinder
  10. Hexadecimals
  11. Crossing Mars
  12. Reap & Sow
  13. Crops Are Dead
  14. Work The Problem
  15. See You In A Few
  16. Build a Bomb
  17. Fly Like Iron Man

コロンビアレコード、2015年リリース ASIN: B015U2B4RA

## 評価

### 受賞
| 年     | 映画賞                                                  | 賞                                        | 結果       |
| ------ | ------------------------------------------------------- | ----------------------------------------- | ---------- |
| 2015   | ハリウッド映画賞                                        | プロデューサー賞                          | 受賞       |
| 2015   | ナショナル・ボード・オブ・レビュー賞 2015               | 監督賞                                    | 受賞       |
| 2015   | ナショナル・ボード・オブ・レビュー賞 2015               | 主演男優賞                                | 受賞       |
| 2015   | ナショナル・ボード・オブ・レビュー賞 2015               | 脚色賞                                    | 受賞       |
| 2015   | ナショナル・ボード・オブ・レビュー賞 2015               | 作品賞トップ10                            | 入賞       |
| 2015   | 第4回ボストン・オンライン映画批評家協会賞               | 作品賞トップ10                            | 8位        |
| 2015   | 第19回オンライン映画批評家協会賞                        | 作品賞                                    | ノミネート |
| 2015   | 第19回オンライン映画批評家協会賞                        | 監督賞                                    | ノミネート |
| 2015   | 第19回オンライン映画批評家協会賞                        | 主演男優賞                                | ノミネート |
| 2015   | 第19回オンライン映画批評家協会賞                        | 脚色賞                                    | ノミネート |
| 2015   | 第19回オンライン映画批評家協会賞                        | 編集賞                                    | ノミネート |
| 2016   | 第20回カプリ・ハリウッド国際映画祭                      | 編集賞                                    | 受賞       |
| 2016   | 第73回ゴールデングローブ賞                              | 作品賞（ミュージカル / コメディ部門）     | 受賞       |
| 2016   | 第73回ゴールデングローブ賞                              | 主演男優賞（ミュージカル / コメディ部門） | 受賞       |
| 2016   | 第73回ゴールデングローブ賞                              | 監督賞                                    | ノミネート |
| 2016   | アメリカ脚本家組合賞 2016                               | 脚色賞                                    | ノミネート |
| 2016   | 第11回ファイナル・ドラフト・アワード                    | 脚色賞                                    | 受賞       |
| 2016   | 第20回サテライト賞                                      | 作品賞                                    | ノミネート |
| 2016   | 第20回サテライト賞                                      | 監督賞                                    | ノミネート |
| 2016   | 第20回サテライト賞                                      | 主演男優賞                                | ノミネート |
| 2016   | 第20回サテライト賞                                      | 脚色賞                                    | ノミネート |
| 2016   | 第88回アカデミー賞                                      | 作品賞                                    | ノミネート |
| 2016   | 第88回アカデミー賞                                      | 主演男優賞                                | ノミネート |
| 2016   | 第88回アカデミー賞                                      | 美術賞                                    | ノミネート |
| 2016   | 第88回アカデミー賞                                      | 音響編集賞                                | ノミネート |
| 2016   | 第88回アカデミー賞                                      | 録音賞                                    | ノミネート |
| 2016   | 第88回アカデミー賞                                      | 視覚効果賞                                | ノミネート |
| 2016   | 第88回アカデミー賞                                      | 脚色賞                                    | ノミネート |
| 2016   | エンパイア賞 2016                                       | 男優賞                                    | 受賞       |
| 2016   | 第47回NAACP賞映画部門                                   | 助演男優賞                                | 未決定     |
| 2016   | 第15回大人のための映画賞 （Movies for Grownups Awards） | 作品賞                                    | 未決定     |
| 2016   | 第27回アメリカ製作者組合賞                              | 映画部門                                  | 未決定     |
| 2016   | 第66回アメリカ映画編集者協会 エディ賞                   | ドラマ映画部門                            | 未決定     |
| 2017年 | 第40回日本アカデミー賞                                  | 優秀外国作品賞                            | ノミネート |

## マーケティング
20世紀フォックスはバイラル・マーケティングを用いて本作の宣伝を行った。2015年6月7日、NASAの宇宙飛行士であるマイケル・J・マッシノは宣伝の一環として、マット・デイモン演じるマーク・ワトニーらが宇宙空間でつけたビデオ日記の動画をTwitterでシェアした。ニュースサイトのアーズ・テクニカはこのビデオ日記の映像と『プロメテウス』の宣伝に使用された動画を比較し、「フィクションの宣材としてもっともらしくつくられている」点において2つは似ていると指摘している。8日には、本作のファースト・トレイラーが公開された。このトレイラーは『フォーブス』などのメディアからその出来栄えを称賛された。ジミー・キンメル・ライブ!のホスト役を務めるジミー・キンメルも本作の予告編に感動して、『The Mastronaut: Emission to Mars』と題したパロディ動画を製作した。
8月に入ると、フォックスは新たな動画を公開した。19日にはセカンド・トレイラーが公開された。NASAはジェット推進装置研究所で「火星の日」と銘打ったイベントを開催した。本作の宣伝とNASAが現在進めている火星有人飛行計画の広報を目的としたイベントである。8月下旬にはスター・トークのスペシャル・エピソードという設定で天体物理学者のニール・ドグラース・タイソンが火星への有人飛行で起きるトラブルについて解説する動画が公開された。2015年11月16日に小山宙哉原作のアニメ『宇宙兄弟』のコラボ予告が公開された。

## 公開
当初、本作は2015年11月25日に北米で公開される予定だった。しかし、同年6月10日、20世紀フォックスは本作の北米公開日を『Victor Frankenstein』の公開日と入れ替え、2015年10月2日に変更すると発表した。

## 科学的正確性
ウィアーが小説『火星の人』を書いたとき、彼は科学を正しく提示することに努め、読者からのフィードバックを参考にして、正しく提示することに努めた。スコットがこの映画の監督を始めたとき、スコットは現実に即したものにしようと考え、NASAの科学ミッション本部の惑星科学部長であるジェームズ・L・グリーンの協力を得た。グリーンは、スコットが質問した科学的な質問に答えるためにチームを編成した。
アリゾナ州立大学のCenter for Science and the Imaginationのディレクターであるエド・フィンは、「この物語が本当にうまくいっているのは、技術的に現在の我々の位置からあまり遠くに押しやられない近未来のシナリオを想像していることだ」と述べている。イギリスの物理学者ブライアン・コックスは、「『火星の人』は、私が今まで見た中で、工学のキャリアのための最高の広告だ 」と述べた。
砂嵐の風速
グリーンは、映画の有害な砂嵐は時速120マイル（190km/h）に達するにもかかわらず、実際には弱い力を持つだろうと述べたが、「火星の人は程々に現実的だ」と述べた。グリーンはまた、映画の中のNASAの建物は、NASAが実際に使用している機能的なものよりもスタイリッシュであることを発見した。映画評論家たちは、火星の風が「かろうじてそよ風」になる可能性があることレビューで取り上げ 、脚本家のゴダードは、物語を動かす状況を設定するために風をかなり誇張しなければならなかったことに同意した  。
水を作るプロセス
主人公のワトニーが水を作るために使ったプロセスは正確で、NASAが計画している火星探査車に使われている。放射性同位体熱電気転換器も適切に熱に使われていた。
火星での栽培
食料が少なくなり始めると、ワトニーは火星の土とクルーの糞を肥料にして即席の庭を作る。"火星で何かを栽培できるかもしれない "と、アメリカ自然史博物館物理科学部天体物理学部門の学芸員マイケル・シャラは言う。しかし、火星の土壌はその後、微生物が火星に生息する可能性はあると考えられているものの、植物と動物の両方に有毒であることが判明している  。
宇宙服の修繕
あるシーンでは、ワトニーのヘルメットのガラス製のフェイスシールドが割れ、瞬間的に酸素が臨界レベルを下回ると、ワトニーはすぐにヘルメットをダクトテープで貼り付けて窒息を免れた。シャラによると、「内部の圧力が30％程度である限り、目が吹き飛ぶか、塞栓症になる前に持ちこたえることができる」という。
火星の重力
火星の重力は地球の40％以下であるが、スコット監督は重力の違いを描かないことにした。スコット監督は、火星の軽い重力を見せない理由として、重い宇宙服は主人公にとって十分な重さになるだろうためであると述べた。
火星の気温
火星の気候はまた、ローバーのヒーターをすぐに無効にするワトニーの最初の計画が非現実的になるほど寒い。平均気温は-80°F（-62 °C）であり、火星では冬に極地に二酸化炭素の雪が降るほど寒い。
スイングバイによる救助
最終的な救助計画の鍵を握るのは、スイングバイである。これは、多くのロボットによる惑星探査ミッションで使用され、有人のアポロミッションではバックアップ戦略として役立ったよく知られた方法である。これはNASA内の誰もが最初に考えたアプローチの1つであっただろうが、映画の中では1人のJPLの宇宙力学者だけが、別のミッションがワトニーを救出するのではなく、スイングバイを使ってアレス・ミッションを火星に送り返すことを主張している。

## 余話
2014年12月5日、オリオン宇宙船が初飛行実験（EFT-1）の際に、本作の脚本を入れたカプセルを搭載した。4時間24分の宇宙飛行の後、カプセルはデルタ IVに搭載されて太平洋上に着水した。

## テレビ放送
| 回数 | テレビ局   | 番組名（放送枠名） | 放送日       | 放送時間      | 放送分数 | 吹き替え版 | 視聴率 |
| ---- | ---------- | ------------------ | ------------ | ------------- | -------- | ---------- | ------ |
| 1    | 日本テレビ | 金曜ロードSHOW!    | 2018年8月3日 | 21:00 - 23:24 | 144分    | 劇場公開版 | 11.3%  |

- 視聴率はビデオリサーチ調べ、関東地区・世帯・リアルタイム。